# Constanza de Aragón y Entenza

Bandera del Reino de Mallorca.

Constanza de Aragón y de Entenza (1318-Montpellier 1346), infanta de Aragón y reina consorte de Mallorca (1325-1346), por su matrimonio con Jaime III de Mallorca. Hija de Alfonso IV el Benigno, rey de Aragón.

## Biografía
Hija de Alfonso IV el Benigno, rey de Aragón, y de su primera esposa Teresa de Entenza. Fue hermana de Pedro IV el Ceremonioso, rey de Aragón, y del conde Jaime I de Urgel, entre otros.
En 1325 fue prometida en matrimonio, que se celebraría el 24 de septiembre de 1336 en Perpiñán, a Jaime III de Mallorca. Fruto de ese matrimonio nacieron dos hijos:
- Jaime IV de Mallorca (1335-1375), rey de Mallorca. Fue sepultado en el desaparecido Convento de San Francisco de Soria.

- Isabel de Mallorca (1337-1403), reina titular de Mallorca. Sepultada en el desaparecido Convento de Santa Catalina du Val des Écoliers de París. El Convento y los restos mortales desaparecieron.